# Ministère marocain

Armoiries du Maroc

Au Maroc, un ministère  est une structure administrative placée directement sous l'autorité du gouvernement. Son chef est un ministre membre de ce gouvernement.

## Constitution
La Constitution marocaine ne définit pas le ministère et ne précise pas expressément ses prérogatives. Selon son article 87 une loi organique royale va régir les règles relative à l'organisation et à la conduite des travaux du gouvernement et au statut de ses membres d'affaires.

## Listes des ministères

### Rattachés au Chef du gouvernement
- Ministère délégué chargé des Relations avec le parlement, Porte-parole du gouvernement
- Ministère délégué chargé de l'Investissement, de la Convergence et de l'évaluation des Politiques publiques
- Ministère délégué chargé de la Transition numérique et de la Réforme administrative
- Ministère délégué chargé de l’Administration de la défense nationale
- Secrétariat Général du Gouvernement

### Ministères
- Ministère de l'Intérieur
- Ministère des affaires étrangères, de la coopération africaine et des marocains résidant à l’étranger
- Ministère de la Justice
- Ministère des Habous et des Affaires islamiques
- Ministère de l'économie et des finances
- Ministère de l'Agriculture, de la Pêche maritime, du Développement rural et des Eaux et forêts
- Ministère de l’éducation nationale, du Préscolaire et des Sports
- Ministère de l'enseignement supérieur, de la recherche scientifique et de l'innovation
- Ministère de la Santé et de la Protection sociale
- Ministère de l’industrie, et du commerce
- Ministère de l’équipement et de l’eau
- Ministère du transport, et de la logistique
- Ministère de l'Aménagement du territoire national, de l'Urbanisme, de l'Habitat et de la Politique de la ville
- Ministère du tourisme, de l'artisanat et de l'économie sociale et solidaire
- Ministère de la transition énergétique et du développement durable
- Ministère de l'inclusion économique, de la petite entreprise, de l'emploi et des compétences
- Ministère de la Jeunesse, de la Culture et de la Communication
- Ministère de la solidarité, de l'insertion sociale et de la famille